# Sorsogon
Koordinaten: 12° 50′ N, 123° 55′ O
Sorsogon ist eine Provinz der Philippinen. Sie ist die südlichste der sechs Provinzen der Bicol-Region. Die Hauptstadt Sorsogon City ist die einzige Stadt der Provinz.

## Geographie
Die Provinz Sorsogon nimmt den südöstlichen Teil der Bicol-Halbinsel ein. Sie grenzt im Norden an die Provinz Albay und an den Golf von Albay, während sie im Osten vom Pazifik und im Südosten von der San-Bernardino-Straße begrenzt wird. Im Südwesten liegt die Wasserstraße der Ticao Passage mit der Insel Ticao. Die Provinz hat eine Gesamtfläche von 2119,01 km² und seine Küstenlinie erstreckt sich über 336 Kilometer.
Sorsogons Topographie ist als sehr unterschiedlich zu bezeichnen. In der Provinz liegen zwei große Bergzüge, die Pocdolberge im Nordwesten und der Gebirgszug des aktiven Vulkans Bulusan im Südosten, beide Gebirgszüge werden durch die Bucht von Sorsogon getrennt. Die Gebirgszüge fallen zu den Küsten ab und bilden kleinere Hochplateaus, ausgedehnte Flachländer und an den Küsten zahlreiche Marschgebiete. Der höchste Berg ist der Bulusan, der sich 1560 m über den Meeresspiegel erhebt und als die „Schweiz des Orients“ bezeichnet wird.
Fast die gesamte Provinz ist vom Wasser umgeben, lediglich im Nordwesten existiert eine Landverbindung zur Nachbarprovinz Albay. Somit besitzen alle Ortschaften mit Ausnahme der Gemeinde Irosin einen Zugang zum Meer und sind durch feste und asphaltierte Straßen untereinander verbunden.
Die Provinz Sorgoson gilt als das Tor zu den südlichen Philippinen. Durch seine Fährhäfen in den Gemeinden Matnog, Bulusan und Sorsogon City ist die Provinz eine wichtige Drehscheibe für den Verkehr auf dem Maharlia Highway.

## Demographie und Sprache
In der Provinz leben laut der Volkszählung aus dem Jahr 2007 insgesamt 709.673 Menschen in 125.191 Haushalten. Damit belegt sie den 37. Platz der bevölkerungsreichsten Provinzen der Philippinen.
Die weitaus meisten Einwohner der Provinz (96,84 %) gehören der Volksgruppe der Bikol oder Bicol an. Etwa 0,38 % fühlen sich den Tagalog zugehörig, 0,22 % gehören zu den Kankanai (Kankaney oder Kankanaey), während der Rest von anderen ethnischen Minderheiten eingenommen wird.
Die verbreitetsten Sprachen sind somit Bikolano und Bisakol. Aufgrund der Tatsache, dass die Provinz einen Zugang von den Visayas darstellt, hat sich der gesprochene Dialekt als ein einzigartiger Mix von Bikol- und Vasayan-Dialekten entwickelt. Die meisten Einheimischen sprechen zudem die Sprachen Filipino und Englisch. In manchen Teilen sind ebenso spanische Sätze zu vernehmen, wobei der Hauptdialekt selbst von vielen spanischen Wörtern erfüllt ist.
Die Bewohner der Provinz sind mehrheitlich römisch-katholisch. Aus diesem Grund feiern sie verschiedene Feste zu Ehren katholischer Heiliger, wie die Fiesta der Patrone Petrus und Paulus, die in jedem Juni in der Stadt Sorsogon City zelebriert wird.
Während der Karwoche strömen die Menschen barfüßig zur Peter und Pauls-Kathedrale. Hier beginnt eine Prozession, bei der die Teilnehmer Karten vor sich her tragen, auf denen Jesus auf seinem Kreuzweg abgebildet ist.

## Verwaltungsgliederung
Sorsogon ist politisch in eine Stadt und 14 eigenständig verwaltete Gemeinden unterteilt.
Die Stadt und die Gemeinden sind wiederum in insgesamt 541 Barangays (Ortsteile) gegliedert. Die Provinz wird weiterhin zwei Kongress-Distrikten zugeordnet.

### Stadt
- Sorsogon City

### Gemeinden
| - Barcelona - Bulan - Bulusan - Casiguran - Castilla - Donsol - Gubat | - Irosin - Juban - Magallanes - Matnog - Pilar - Prieto Diaz - Santa Magdalena |

## Wirtschaft
Sorsogon ist eine sehr arme Provinz. Nach Daten der National Statistical Coordination Board (NSCB) aus dem Jahre 2003 geht hervor, dass 43,5 % (12.452 Menschen) unter der Armutsgrenze leben. Im Jahr 2000 waren es noch 51,4 %. Armutsstatistik vom (NSCB) (Seite nicht mehr abrufbar. Suche in Webarchiven)
Das Wirtschaftszentrum der Provinz befindet sich in der Hauptstadt Sorsogon City. Daneben sind lediglich die Hafengemeinden Matnog und Bulan als ökonomische Brennpunkte zu bezeichnen.
Im Februar 2012 wurde bekanntgegeben, dass auf dem Gebiet der Gemeinde Prieto Diaz ein Windpark mit einer Leistung von 420 MW entstehen soll.

## Geschichte
Zwischen 1565 und 1570 entsandte der spanische Konquistador Miguel López de Legazpi von seinem Stützpunkt auf der Insel Panay aus einen Expeditionstrupp unter der Führung von Capitan Luis Enriquez de Guzmancon, der jenen Teil der Insel erkunden sollte, welcher heute von der Provinz Sorsogon eingenommen wird. In deren Geleit befand sich der Augustinermönch Alonso Jimenez, der Kaplan der Gruppe. Die Aufgabe der Expedition bestand darin, Lebensmittel für die hungernden spanischen Gruppen auf Panay zu sammeln. Ein weiteres Ziel war die Christianisierung aller einheimischen Ansiedlungen, auf die sie bei ihrem Streifzug stoßen würden. Die Gruppe traf schließlich an der Mündung des Ginangra Rivers auf einen kleinen Fischerort namens Gibalong, der heute einen Ortsteil der Gemeinde Magallanes darstellt. Die Ortschaft Gibalong wurde somit die erste christliche Siedlung auf der Insel Luzon und hier wurde von Alonso Jimenez somit die erste christliche Messe auf der nördlichen Insel der Philippinen gehalten. In einigen spanischen Karten ist der gesamte Bezirk oder Teile von ihm noch unter der Eintragung Tierra de Gibalong erhalten.
1570 wurde eine Kapelle am Gingara River in Magallanes erbaut. Die Missionare erreichten danach die Ortschaft Pilar, in der die Abuca-Catamlangan Mission gegründet wurde. Weitere zu dieser Zeit gegründete Orte waren Casiguran im Jahre 1600 und Bulusan 1601.
Aufgrund der dringenden Notwendigkeit, in dieser Periode des Galeonenhandels Schiffe herzustellen, wurde der Schiffbau als eine der wichtigsten Industrien in der Provinz aufgebaut. Im Jahre 1669 wiederum erfand Pater Pedro de Espellargas das Schälmesser für Abacá-Früchte, die die Fasergewinnung revolutionierte und die industrielle Tauherstellung insbesondere in dieser Gegend vorantrieb.
Die muslimischen Überfälle auf die Küstenortschaften Sorsogons in den Jahren 1737, 1740, 1749 und 1781 veranlassten Captain Pedro de Gastambide, ein Fort in Sirangan zu erbauen. Verschiedene Wachtürme wurden daraufhin im Zuge dieser Zielsetzung in Gubat, Bacon, Bulusan, Sta. Magdalena und Matnog errichtet. Sorsogon gehörte bis in das Jahr 1894 zu der Provinz Albay, von der sie dann am 17. Oktober abgespaltet wurde. Der Hauptsitz der Provinzregierung wurde der gleichnamigen Ortschaft zugesprochen, der die Provinz ihren Namen verdankt.
Die Spanier haben Sorsogon während der Philippinischen Revolution im Jahre 1876 aufgegeben und die Verantwortung der Provinzregierung zwischenzeitlich durch Pater Jorge Barlin, den Vikar von Sorsogon, übertragen, der die Provinz später an die Revolutionstruppen übergeben musste.
Am 20. Januar 1900 besetzten amerikanische Truppen unter dem Kommando von General William Kobbé Sorsogon und installierten eine provisorische Militärregierung in der Provinz. Die Widerstandsbewegung gegen die amerikanische Besatzung erlosch mit der Ergreifung von Emeterio Funes, dem Kopf der Revolutionstruppen dieses Gebietes. Wie viele andere Revolutionsführer schwor er in der Folge den Vereinigten Staaten die Treue und beendete somit das philippinische Engagement in dieser Provinz.

## Namensherkunft
Der Name Sorsogon wurde ursprünglich als Solsogon ausgesprochen und ist als solcher in den meisten alten spanischen Karten verzeichnet. Das Grundwort Solog stammt aus der Sprache Bikol und steht für gegen die Strömung gehen, was andeutet soll, den Fluss stromaufwärts zu folgen. Es gibt hierbei verschiedene Ausprägungen dieser Bezeichnung, wie Sogsogon oder Sososgon, was beides die gleiche Bedeutung besitzt, nämlich einem Fluss, einem Weg oder Pfad zu folgen.
Nach einer alten Legende wurde einst eine Siedlung namens Gibalong gegründet, deren Gebiet heute die Ortschaft Magallanes einnimmt. Von dort aus schwärmten die Spanier aus, um das Gebiet zu erkunden, wobei eine Gruppe auf einen kleinen Fluss stieß, der in die heutige Bucht von Sorsogon mündete. Müde, verloren und ohne Ahnung, wo sie sich befanden, fragten die Spanier einen Einheimischen nach dem Namen dieses Ortes. Da dieser einerseits die Fremden nicht verstand, andererseits sich von ihrem Aussehen und ihrer Rüstung verunsichern ließ, dachte er, man würde ihn nach der Richtung zu seiner Siedlung fragen. So deutete er auf den Fluss und sagte Solsogon, sie sollten dem Strom aufwärts folgen. Mit der Zeit blieb dieser Name schließlich haften.

## Klima
Das tropische Klima von Sorsogon wird weitgehend durch zwei Luftströmungen beeinflusst, den nordöstlichen und den südöstlichen Monsun, die von Juni bis September auftreten. In der Region gibt es keine Regenzeit, Niederschläge können vielmehr das gesamte Jahr über auftreten. Die größten Niederschlagswerte sind dabei zwischen den Monaten November bis Januar zu erwarten. Der November ist hierbei der feuchteste Monat, wohingegen der April und der Mai relativ trocken sind.

## Sehenswürdigkeiten
- Der Bulusan-Volcano-Nationalpark
- Der Bulusan-Gebirgssee
- Tolong-Gapo Beach Resort
- Die heißen und mineralischen Quellen von Irosin
- Das Rizal Beach Resort bei Gubat
- Die Picturesque Islands von Matnog
- Höhle von Puerto Diaz
- Palogtoc Falls